# Honk!
Honk!, * ca. 1973, bürgerlicher Name Jürgen Kadel, ist ein deutscher Partyschlagersänger und Künstler. Er wurde als Teil des Techno- und Partymusik-Duos Finger & Kadel bekannt.

## Leben
Aufgewachsen ist Jürgen Kadel auf dem Bauernhof seiner Eltern in Södel, Ortsteil von Wölfersheim in der Wetterau. Diesem Leben ist sein Song Dorflove gewidmet. 
Mit 11 Jahren begann Jürgen Kadel, sich angespornt von Depeche Modes Hit People Are People, für Musik zu interessieren. Zu seinem 13. Geburtstag bekam er ein Keyboard geschenkt, mit 14 Jahren begann er am Synthesizer zu programmieren. Anschließend spielte er in diversen Schulbands und musizierte mit verschiedenen Projekten. In den 1990ern entdeckte er Techno für sich.
Nach der Schule begann Kadel ein BWL-Studium an der Justus-Liebig-Universität Gießen. Sein Ziel Promotion opferte er dann der Musik. 
Mitte der 1990er gründete Jürgen Kadel zusammen mit Marcus Finger das Musikprojekt Hacienda, aus dem später Finger & Kadel hervorging. Daneben existierte auch das Projekt F&K. 2007 gelang ihnen mit dem House-Titel Die mit dem roten Halsband, das auf dem Soundtrack eines Pornofilms basiert, ein Überraschungshit. Mit Wahnsinn, einem Remix eines Wolfgang-Petry-Songs und Hoch die Hände – Wochenende (#sotrue) mit Hans Entertainment konnten sie an den Erfolg anknüpfen. Am 14. Mai 2020 gab das Duo seine Trennung bekannt.
Finger & Kadel standen ab Wahnsinn  bei Summerfield Records, dem Label von Matthias Distel, unter Vertrag. Kadel selbst bezeichnet Ikke Hüftgold als seinen Förderer und Mäzen.
Bei Kadel entstand der Wunsch, auch außerhalb der House-Musik Songs zu veröffentlichen und so schrieb er mit Distel zusammen den Song Hallo Helmut. Das Lied ist eine Hommage an die Strandverkäufer aus dem Senegal, die das Stadtbild von Palma prägen. Dieser wurde auf dem Ballermann ab dem August 2016 testweise gespielt. Das Musikvideo mit Ikke Hüftgold erschien am 19. April 2017. Dies war gleichzeitig der erste Auftritt unter dem Künstlernamen Honk! Der Name bezieht sich auf das Schimpfwort Honk. Von da an war Kadel als Honk! ein beliebter Künstler, der auch solo in den Clubs auf Palma auftrat.

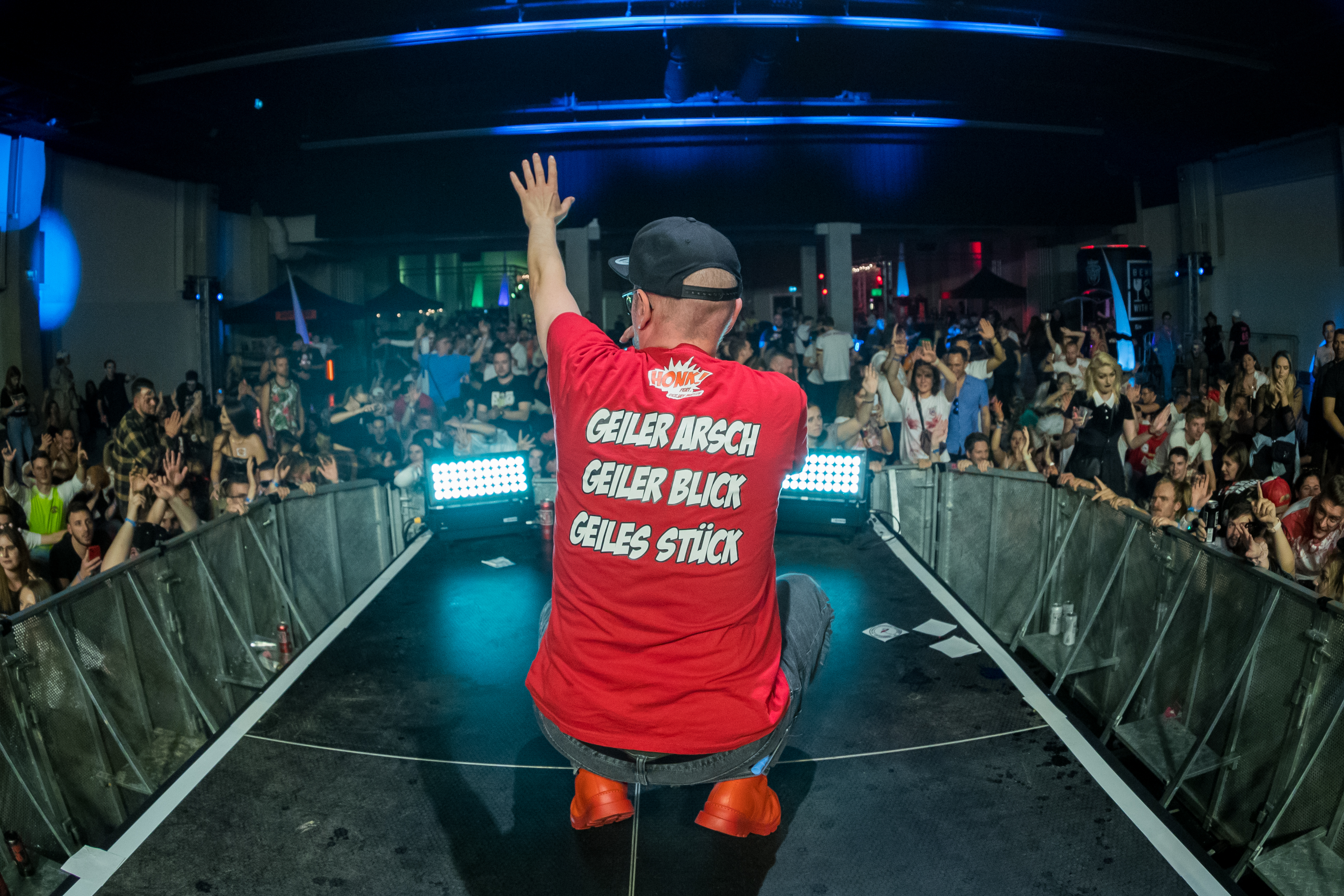
Honk! bei einem Auftritt mit T-Shirt, darauf Textzeile aus dem Stück Anna-Lena (2022)

Während der Corona-Pandemie musste er auf seine Auftritte auf dem Ballermann verzichten. In dieser Zeit widmete er sich verstärkt der Malerei und entwickelte mit seinen Pop-Art-Bildern ein zweites Standbein. Einige seiner Werke erzielten vierstellige Verkaufspreise. Seine Kunst bezeichnet er selbst als Honk!Art. Im November 2021 fand seine erste Gruppenausstellung unter diesem Namen statt. Neben ihm stellten auch die Künstler Schäfer Heinrich, Tanja Kiesewalter, Ralf Leidingen und Michael Fries ihre Werke in der Werler Galerie aus.
Während der Sexismus-Debatte um das Stück Layla 2022 wurde sein Stück Anna-Lena kritisiert, in dem es heißt: „Geiler Arsch, geiler Blick, geiles Stück, Anna-Lena“.
Seinen ersten Charthit außerhalb von Finger & Kadel hatte er 2023 zusammen mit Isi Glück. Die Single Delfin erreichte Platz 67 der deutschen Single-Charts. Im September 2023 veröffentlichte er zusammen mit Heino die Single Frische Erdbeeren, basierend auf seiner Aussage „Nutten, Koks und frische Erdbeeren“.

## Diskografie

### Als Honk!
- 2017: Hallo Helmut (Andere Farbe)
- 2017: Hallo I Bims 1 Bätman
- 2017: Wochenende, Saufen, Geil (mit Andy Luxx)
- 2018: Klauhurensong (Auf der Mauer auf der Lauer)
- 2018: Alle Blau (Bella Ciao) (mit Ikke Hüftgold)
- 2018: So geil auf Malle
- 2018: Indianer (Diana Hey)
- 2018: Joana
- 2019: Anna-Lena (mit Deejay Matze)
- 2019: Breaking Free (mit Almklausi, DJ Biene & DJ Kim)
- 2020: Suffia (mit Andi Kiss)
- 2020: Der heiße Micha (mit Lorenz Büffel)
- 2020: Ballerina (Mallorca wo die Liebe begann) (mit Isi Glück)
- 2021: Geile Mucke braucht das Land
- 2022: Ohne Simone
- 2022: Hypa Hypa
- 2022: Dorflove (mit Kreisligalegende und Thekensportlerz)
- 2022: Ravemichel (mit Anastasia Rose)
- 2023: Chantal (Dein Name is’ Assi) (mit MaddaBrassKa & Deejay Biene)
- 2023: Halbes Teilchen (In der Techno-Bäckerei)
- 2023: Biene wer? (mit Malin Brown und Deejay Biene)
- 2023: Bierbong im Sternenlicht (mit Schmiddi und Chris)
- 2023: Delfin (mit Isi Glück)
- 2023: Suche hier am Ballermann (mit DJ Cashi)
- 2023: Mittags knallt die Sonne (Der Scheidensong)
- 2023: Frische Erdbeeren (mit Heino)